# Вишневско језеро
Вишневско језеро (блр. Ві́шнеўскае возера; рус. Вишневское озеро) језеро је у северозападном делу Белорусије, у басену реке Страче (притоке Вилије). Налази се на подручју Вилејског рејона Минске области, на око 32 km северозападно од града Вилејке. Делом је граница између Мјадзељског рејона Минске области и Смаргоњског рејона Гродњенске области.
Језеро је део Нарачанског националног парка.

## Физичке карактеристике
Површина језера је 9,97 km², максимална дужина је до 4,38 km, а ширина до 3,52 km. Просечна дубина износи око 2 метра (највећа дубина је 6,3 метра). Тако ограничена котлина има запремину од 19,79 km³ воде. Дужина обалске линије је 13,6 km, а површина басена 56,2 km².